# BONGA WANGA
『BONGA WANGA』（ボンガ・ワンガ）は、久保田利伸の4枚目のアルバム。1990年7月15日にCBS/SONY RECORDSから発売された。

## 概要
前作『Such A Funky Thang!』から約2年ぶりのオリジナル・アルバム。同年6月発売の先行シングル「GIVE YOU MY LOVE」は未収録。5曲目「Be wanabee」は同年10月にリカット。久保田のアルバムでは、1枚目「SHAKE IT PARADISE」以来、4年ぶりにシングル曲が収録された。ブックレットに、久保田のアメリカでの生活が描かれたエピソードの漫画が掲載。その装丁により、CDケース・ブックレットは他のアルバムに比べ、分厚くなっている。

## 収録曲
作詞・作曲：久保田利伸（特記以外）　全編曲：久保田利伸・柿崎洋一郎
1. Feel so real　1:45
2. 大ボラ of LIFE　4:37
3. Tell me why 〜この恋の行方〜　5:49
  - 作詞：Brother Tom
4. MAMA UDONGO 〜まぶたの中に･･･〜　6:33
  - 「Be wanabee」のカップリング曲。
  - TBS系ニュース番組「ニュースの森」テーマソング
5. Be wanabee　5:24
  - TBS系クイズ番組「日立 世界・ふしぎ発見!」テーマソング
6. BONGA WANGA　1:55
7. SHOOT THE HOOP!　4:38
  - 作曲：久保田利伸・柿崎洋一郎
8. Love under the moon　6:12
9. Somethings' comin' on　2:51
10. MIXED NUTS　6:29
11. 夜想　6:56
12. No more rain　4:19
13. 君に会いたい　4:51
  - MIZUNO CFソング
14. BONGA WANGA 〜Reprise〜　2:04